# Scrophularia floribunda
Scrophularia floribunda är en flenörtsväxtart som beskrevs av Pierre Edmond Boissier och Bal.. Scrophularia floribunda ingår i släktet flenörter, och familjen flenörtsväxter. Inga underarter finns listade i Catalogue of Life.